# Scharwasch Karapetjan

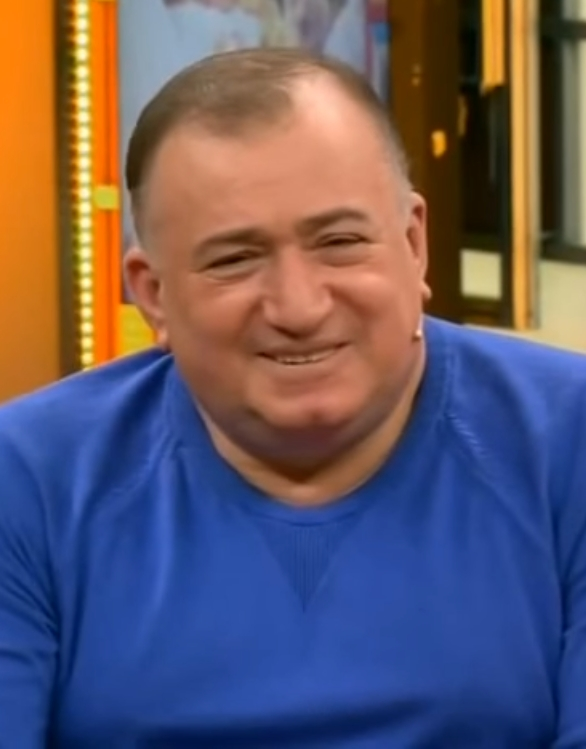
Scharwasch Karapetjan im Jahr 2014

Scharwasch Karapetjan (armenisch Շավարշ Վլադիմիրի Կարապետյան; * 19. Mai 1953)  ist ein ehemaliger armenischer Flossenschwimmer, der trotz seiner Rekorde (11 Weltrekorde) und Meisterschaften (17-maliger Weltmeister, 13-maliger Europameister und 7-maliger UdSSR-Meister) vor allem dadurch bekannt wurde, 1976 das Leben von 20 Personen bei einem Unfall in Jerewan gerettet zu haben.

## Biografie
Karapetjan wurde 1953 in Armeniens drittgrößter Stadt Kirowakan in der damaligen Armenischen Sowjetrepublik geboren. Seine Familie zog 1964 nach Jerewan, wo Shavarsh nach der achten Klasse eine technische Schule für Automechanik besuchte. Auf Rat seiner Bekannten begann er in dem Alter mit Schwimmtraining, bis er später zum Flossenschwimmen wechselte. Von 1975 bis 1976 diente Karapetjan in der sowjetischen Armee in Baku.

## Oberleitungsbusunfall 1976
Am 16. September 1976 wurde der damals bereits mit der höchsten Sportauszeichnung der Sowjetunion dekorierte 23-Jährige zusammen mit seinem Bruder Kamo Zeuge eines Trolleybusunfalls am Jerewan-See.
An dem Tag hatte er gerade seine 20-km-Laufeinheit am See beendet, als ein Oberleitungsbus des städtischen Verkehrsbetriebes außer Kontrolle geriet und dabei über die Gleisenführung eines Damms hinweg in den See stürzte. Dabei sank der mit 92 Personen besetzte Trolleybus auf eine Tiefe von 10 Metern auf den Grund. Trotz stark reduzierten Sehvermögens aufgrund des Tauchens ohne Brille und wegen aufsteigenden Schluffs am Seeboden konnte Shavarsh ein Fenster ausfindig machen und war zugleich in der Lage, es mit seinen Beinen unter Wasser einzutreten. Am Ende barg er mehr als 37 Menschen, von denen 20 Personen überlebten. Er selbst fiel im Zuge der Rettungsaktion, bei der er sich erhebliche Schnittverletzungen zuzog, für 45 Tage ins Koma. Auf die Schnittverletzung folgten aufgrund des schmutzigen Abwassers des Sees eine Sepsis sowie Lungenkomplikationen, die das Ende seiner sportlichen Karriere bedeuteten. Trotz sowjetischen Interesses an Berichterstattungen heroischer Taten wurden die in dem Zusammenhang existierenden Photos erst zwei Jahre später vom Büro des Bezirksstaatsanwalts veröffentlicht. Shavarsh wurde schließlich mit der Medaille „Für die Rettung Ertrinkender“ und dem Ehrenzeichen der Sowjetunion ausgezeichnet.
Mit der Veröffentlichung des Artikels „Die Unterwasserschlacht eines Champions“ der Komsomolskaya Pravda am 12. Oktober 1982 wurde der Vorfall bekannt und Scharwasch Karapetjan republikweit prominent. Insgesamt erhielt er über 60.000 Zuschriften.
Am 19. Februar 1985 rettete Shavarsh erneut Menschenleben, als ein Feuer in einem Gebäude mehrere Personen eingeschlossen hatte und er diese befreien konnte. Dabei zog er sich schwere Verbrennungen zu, die ihn zu einem erneuten langen Krankenhausaufenthalt zwangen.
Später zog er nach Moskau, wo er mit ein Schuhgeschäft eröffnete. Von dort aus besucht er regelmäßig Armenien und die Republik Arzach.
Im September 1986 wurde der von Nikolai Tschernych am Krim-Observatorium entdeckte Asteroid (3027) Shavarsh nach ihm benannt. 1987 wurde ihm die Ehrenbürgerschaft der Stadt Jerewan verliehen.
Er war von Moskau bis Krasnogorsk Fackelläufer der Olympischen Winterspiele 2014.

## Auszeichnungen
- Verdienter Meister des Sports der UdSSR
- Medaille „Für die Rettung Ertrinkender“
- Ehrenzeichen der Sowjetunion
- Fair Play der UNESCO[14]
- Der Asteroid des mittleren Hauptgürtels (3027) Shavarsh ist nach ihm benannt.[15]